# Australie aux Jeux paralympiques d'été de 2012
 (février 2017).
Si vous disposez d'ouvrages ou d'articles de référence ou si vous connaissez des sites web de qualité traitant du thème abordé ici, merci de compléter l'article en donnant les références utiles à sa vérifiabilité et en les liant à la section « Notes et références ».
La participation de l'Australie aux Jeux paralympiques d'été de 2012 est la 14e participation de la délégation paralympique australienne à des Jeux paralympiques d'été, qui se sont déroulés du 29 août au 9 septembre 2012 dans la ville de Londres, capitale du Royaume-Uni.

## Médaillés

### Médailles d'or
| Sport               | Discipline                                   | Athlète(s) | Performance         | Date               |
| Médailles d'or : 32 |                                              | |                     |                    |
| Athlétisme          | 100 m hommes T38                             | Evan O'Hanlon | 10 s 79 (RM)        | 1er septembre 2012 |
| Athlétisme          | Saut en longueur femmes F42/44               | Kelly Cartwright | 4,38 m (RM)         | 2 septembre 2012   |
| Athlétisme          | 800 m hommes T53                             | Richard Colman | 1 min 41 s 13       | 5 septembre 2012   |
| Athlétisme          | Lancer du poids hommes F20                   | Todd Hodgetts | 16,29 m (RM)        | 7 septembre 2012   |
| Athlétisme          | 200 m hommes T38                             | Evan O'Hanlon | 21 s 82 (RM)        | septembre 2012     |
| Cyclisme            | Poursuite individuelle hommes B              | Kieran Modra Scott McPhee (guide) | 4 min 18 s 752      | 30 août 2012       |
| Cyclisme            | Poursuite individuelle femmes C4             | Susan Powell | 4 min 03 s 606      | 30 août 2012       |
| Cyclisme            | 1 km contre-la-montre femmes B               | Felicity Johnson Stephanie Morton (guide) | 1 min 08 s 919RP    | 31 août 2012       |
| Cyclisme            | Poursuite individuelle hommes C5             | Michael Gallagher | 4 min 30 s 012      | 1er septembre 2012 |
| Cyclisme            | Contre-la-montre individuel hommes C3        | David Nicholas | 23 min 22 s 13      | 5 septembre 2012   |
| Cyclisme            | Contre-la-montre individuel mixte T1-2       | Carol Cooke | 13 min 50 s 54      | 5 septembre 2012   |
| Équitation          | Grand prix individuel catégorie Ib           | Joann Formosa | 75.862              | 1er septembre 2012 |
| Natation            | 100 m dos femmes S7                          | Jacqueline Freney | 1 min 22 s 84 (RP)  | 30 août 2012       |
| Natation            | 100 brasse hommes SB9                        | Matthew Cowdrey | 1 min 02 s 39 (RP)  | 31 août 2012       |
| Natation            | 100 m dos femmes S9                          | Ellie Cole | 1 min 09 s 42 (ROc) | 31 août 2012       |
| Natation            | 50 m papillon femmes S7                      | Jacqueline Freney | 35 s 16 (ROc)       | 31 août 2012       |
| Natation            | 100 m brasse hommes SB7                      | Blake Cochrane | 1 min 18 s 77 (RM)  | 1er septembre 2012 |
| Natation            | Relais 4 × 100 m nage libre hommes 34 points | Andrew Pasterfield Matthew Levy Blake Cochrane Matthew Cowdrey                                                                                               | 3 min 50 s 17 (RP)  | 2 septembre 2012   |
| Natation            | 200 m 4 nages femmes SM7                     | Jacqueline Freney | 2 min 54 s 42 (RM)  | 2 septembre 2012   |
| Natation            | 100 m nage libre femmes S7                   | Jacqueline Freney | 1 min 09 s 39 (RP)  | 3 septembre 2012   |
| Natation            | Relais 4 × 100 m nage libre femmes 34 points | Ellie Cole Maddison Elliott Katherine Downie Jacqueline Freney                                                                                               | 4 min 20 s 39 (RM)  | 3 septembre 2012   |
| Natation            | 400 m nage libre hommes S9                   | Brenden Hall | 4 min 10 s 88 (RM)  | 4 septembre 2012   |
| Natation            | 50 m nage libre femmes S7                    | Jacqueline Freney | 32 s 63 (RP)        | 4 septembre 2012   |
| Natation            | 50 m nage libre hommes S9                    | Matthew Cowdrey | 25 s 13 (RM)        | 5 septembre 2012   |
| Natation            | 200 m 4 nages hommes SM9                     | Matthew Cowdrey | 2 min 15 s 95       | 6 septembre 2012   |
| Natation            | 400 m nage libre femmes S7                   | Jacqueline Freney | 4 min 59 s 02 (RM)  | 6 septembre 2012   |
| Natation            | 100 m nage libre hommes S9                   | Matthew Cowdrey | 55 s 84             | 7 septembre 2012   |
| Natation            | Relais 4 × 100 m 4 nages femmes 34 points    | Ellie Cole Annabelle Williams Katherine Downie Jacqueline Freney                                                                                             | 4 min 53 s 95 (ROc) | 7 septembre 2012   |
| Natation            | 100 m nage libre femmes S9                   | Ellie Cole | 1 min 02 s 77 (ROc) | 7 septembre 2012   |
| Natation            | 100 m brasse femmes SB13                     | Prue Watt | 1 min 19 s 19 (ROc) | 8 septembre 2012   |
| Rugby en fauteuil   | Tournoi masculin                             | Ben Newton Nazim Erdem Ryley Batt Josh Hose Jason Lees Cody Meakin Greg Smith Chris Bond Ryan Scott Cameron Carr Andrew Harrison Entraineur : Brad Dubberley | 66 - 51             | 9 septembre 2012   |
| Voile               | Skud 18 mixte                                | Liesl Tesch Daniel Fitzgibbon |                     | 5 septembre 2012   |

### Médailles d'argent
| Sport                   | Discipline                            | Athlète(s) | Performance         | Date               |
| Médailles d'argent : 23 |                                       | |                     |                    |
| Athlétisme              | 5 000 m hommes T54                    | Kurt Fearnley | 11 min 07 s 90      | 2 septembre 2012   |
| Athlétisme              | Saut en longueur femmes F46           | Carlee Beattie | 5,57 m              | 2 septembre 2012   |
| Athlétisme              | 1 500 m hommes T37                    | Brad Scott | 4 min 14 s 47       | 3 septembre 2012   |
| Athlétisme              | 100 m femmes T42                      | Kelly Cartwright | 16 s 14             | 5 septembre 2012   |
| Athlétisme              | 200 m femmes T53                      | Angela Ballard | 29 s 35             | 6 septembre 2012   |
| Athlétisme              | Lancer du poids femmes F32/33/34      | Louise Ellery | 5,90 m              | 6 septembre 2012   |
| Athlétisme              | 100 m hommes T42                      | Scott Reardon | 12 s 43             | 7 septembre 2012   |
| Athlétisme              | 100 m hommes T34                      | Rheed McCracken | 16 s 30             | 8 septembre 2012   |
| Athlétisme              | 400 m femmes T53                      | Angela Ballard | 56 s 06             | 8 septembre 2012   |
| Aviron                  | Skiff hommes AS                       | Erik Horrie | 4 min 55 s 85       | 2 septembre 2012   |
| Basket-ball en fauteuil | Tournoi féminin                       | Sarah Vinci Cobi Crispin Bridie Kean Amanda Carter Tina McKenzie Leanne del Toso Clare Nott Kylie Gauci Shelley Chaplin Sarah Stewart Katie Hill Amber Merritt Entraineur : John Triscari  | 44 - 58             | 7 septembre 2012   |
| Basket-ball en fauteuil | Tournoi masculin                      | Justin Eveson Bill Latham Brett Stibners Shaun Norris Michael Hartnett Tristan Knowles Jannik Blair Tige Simmons Grant Mizens Dylan Alcott Nick Taylor Brad Ness Entraineur : Ben Ettridge | 58 - 64             | 8 septembre 2012   |
| Cyclisme                | Poursuite individuelle hommes B       | Bryce Lindores Sean Finning (guide) | 4 min 21 s 219      | 30 août 2012       |
| Cyclisme                | Poursuite individuelle femmes C1-2-3  | Simone Kennedy | 4 min 23 s 450      | 30 août 2012       |
| Cyclisme                | Contre-la-montre individuel hommes H3 | Nigel Barley | 26 min 18 s 34      | 5 septembre 2012   |
| Cyclisme                | Contre-la-montre individuel femmes C4 | Susan Powell | 26 min 31 s 30      | 5 septembre 2012   |
| Natation                | 100 m papillon hommes S9              | Matthew Cowdrey | 59 s 91             | 30 août 2012       |
| Natation                | 100 m brasse femmes S14               | Taylor Corry | 1 min 09 s 46       | 31 août 2012       |
| Natation                | 100 m brasse hommes SB8               | Matthew Cowdrey | 1 min 09 s 88 (ROc) | 1er septembre 2012 |
| Natation                | 50 m nage libre femmes S8             | Maddison Elliott | 31 s 44 (ROc)       | 2 septembre 2012   |
| Natation                | 200 m nage libre hommes S14           | Daniel Fox | 1 min 59 s 79 (ROc) | 2 septembre 2012   |
| Natation                | 200 m nage libre femmes S14           | Taylor Corry | 2 min 13 s 18       | 2 septembre 2012   |
| Natation                | 100 m nage libre hommes S7            | Matthew Levy | 1 min 01 s 38 (ROc) | 3 septembre 2012   |

### Médailles de bronze
| Sport                    | Discipline                                        | Athlète(s)                                                        | Performance         | Date               |
| Médailles de bronze : 30 |                                                   |                                                                   |                     |                    |
| Athlétisme               | 100 m femmes T34                                  | Rosemary Little                                                   | 19 s 95             | 31 août 2012       |
| Athlétisme               | Lancer du disque femmes                           | Katherine Proudfoot                                               | 25,22 m             | 31 août 2012       |
| Athlétisme               | Lancer du javelot femmes F46                      | Madeleine Hogan                                                   | 38,85 m             | 1er septembre 2012 |
| Athlétisme               | 800 m hommes T37                                  | Brad scott                                                        | 2 min 02 s 04       | 1er septembre 2012 |
| Athlétisme               | 200 m hommes T46                                  | Simon Patmore                                                     | 22 s 36             | 2 septembre 2012   |
| Athlétisme               | 5 000 m femmes T54                                | Christie Dawes                                                    | 12 min 28 s 24      | 2 septembre 2012   |
| Athlétisme               | 100 m femmes T53                                  | Angela Ballard                                                    | 17 s 14             | 2 septembre 2012   |
| Athlétisme               | 400 m hommes T53                                  | Richard Colman                                                    | 50 s 24             | 2 septembre 2012   |
| Athlétisme               | Lancer du poids hommes F11/12                     | Russel Short                                                      | 14,73 m             | 3 septembre 2012   |
| Athlétisme               | 200 m hommes T34                                  | Rheed McCracken                                                   | 29 s 08             | 4 septembre 2012   |
| Athlétisme               | Relais 4 × 400 m hommes T53/T54                   | Richard Nicholson Natheniel Arkley Richard Colman Matthew Cameron | 3 min 13 s 42       | 8 septembre 2012   |
| Athlétisme               | Lancer du javelot femmes F37/38                   | Georgia Beikoff                                                   | 29,84 m             | 8 septembre 2012   |
| Athlétisme               | Marathon hommes T54                               | Kurt Fearnley                                                     | 1 h 30 min 21 s     | 9 septembre 2012   |
| Cyclisme                 | Poursuite individuelle femmes C4                  | Alexandra Green                                                   | 4 min 07 s 152      | 30 août 2012       |
| Cyclisme                 | 500 m contre-la-montre individuelle femmes C1-2-3 | Jayme Paris                                                       | 40 s 476 (RM)       | 1er septembre 2012 |
| Cyclisme                 | Contre-la-montre individuel hommes C5             | Michael Gallagher                                                 | 33 min 12 s 03      | 5 septembre 2012   |
| Cyclisme                 | Course en ligne individuelle hommes C1-3          | David Nicholas                                                    | 1 h 42 min 51 s     | 6 septembre 2012   |
| Natation                 | 200 m, 4 nages hommes SM10                        | Rick Pendleton                                                    | 2 min 14 s 77       | 30 août 2012       |
| Natation                 | 50 m nage libre hommes S10                        | Andrew Pasterfield                                                | 23 s 89 (ROc)       | 31 août 2012       |
| Natation                 | 100 m papillon hommes S13                         | Timothy Antalfy                                                   | 56 s 48             | 31 août 2012       |
| Natation                 | 400 m nage libre femmes S8                        | Maddison Elliott                                                  | 5 min 09 s 36       | 31 août 2012       |
| Natation                 | 100 m brasse hommes SB7                           | Matthew Levy                                                      | 1 min 22 s 62       | 1er septembre 2012 |
| Natation                 | 50 m nage libre femmes S13                        | Prue Watt                                                         | 27 s 94             | 1er septembre 2012 |
| Natation                 | 200 m 4 nages hommes SM7                          | Matthew Levy                                                      | 2 min 27 s 18 (ROc) | 2 septembre 2012   |
| Natation                 | 400 m nage libre femmes S9                        | Ellie Cole                                                        | 4 min 42 s 87 (ROc) | 4 septembre 2012   |
| Natation                 | 50 m nage libre femmes S9                         | Ellie Cole                                                        | 29 s 28 (ROc)       | 5 septembre 2012   |
| Natation                 | 100 m nage libre hommes S10                       | Andrew Pasterfield                                                | 52 s 77 (ROc)       | 6 septembre 2012   |
| Natation                 | 100 m nage libre femmes S8                        | Maddison Elliott                                                  | 1 min 08 s 37       | 6 septembre 2012   |
| Natation                 | Relais 4 × 100 m, 4 nages hommes 34 points        | Michael Anderson Matthew Cowdrey Brenden Hall Matthew Levy        | 4 min 14 s 97       | 8 septembre 2012   |
| Tir                      | Carabine à air 10 m femmes R2                     | Natalie Smith                                                     | 492.4               | 30 août 2012       |

### Athlètes plusieurs fois médaillés
Liste des athlètes paralympiques australiens ayant obtenu au moins 3 médailles.
| # | Athlète            | Sport      |   |   |   | Total |
| - | ------------------ | ---------- | - | - | - | ----- |
| 1 | Jacqueline Freney  | Natation   | 8 | 0 | 0 | 8     |
| 2 | Matthew Cowdrey    | Natation   | 5 | 2 | 1 | 8     |
| 3 | Ellie Cole         | Natation   | 4 | 0 | 2 | 6     |
| 4 | Matthew Levy       | Natation   | 1 | 1 | 3 | 5     |
| 5 | Maddison Elliott   | Natation   | 1 | 1 | 2 | 4     |
| 6 | Andrew Pasterfield | Natation   | 1 | 0 | 2 | 3     |
| 6 | Richard Colman     | Athlétisme | 1 | 0 | 2 | 3     |

## Athlétisme
Femmes
- Angela Ballard
- Carlee Beattie
- Georgia Beikoff
- Kelly Cartwright
- Christie Dawes
- Madison de Rozario
- Rachael Dodds
- Jodi Elkington
- Louise Ellery
- Michelle Errichiello
- Jessica Gallagher
- Madeleine Hogan
- Torita Isaac
- Rosemary Little
- Brydee Moore
- Katy Parrish
- Kristy Pond
- Kath Proudfoot
- Stephanie Schweitzer
- Erinn Walters

Hommes
- Natheniel Arkley
- Damien Bowen
- Gabriel Cole
- Matthew Cameron
- Richard Colman
- Kurt Fearnley
- Sam Harding
- Todd Hodgetts
- Jake Lappin
- Hamish MacDonald
- Rheed McCracken
- Sam McIntosh
- Richard Nicholson
- Evan O'Hanlon
- Simon Patmore
- Scott Reardon
- Michael Roeger
- Brad Scott
- Russell Short
- Matthew Silcocks
- Tim Sullivan
- Lindsay Sutton
- Jack Swift

## Aviron
Femmes
- Kathryn Ross

Hommes
- Gavin Bellis
- Erik Horrie

## Basket-ball en fauteuil roulant
Femmes
- Amanda Carter
- Shelley Chaplin
- Cobi Crispin
- Leanne del Toso
- Kylie Gauci
- Katie Hill
- Bridie Kean
- Tina McKenzie
- Amber Merritt
- Clare Nott
- Sarah Stewart
- Sarah Vinci
- John Triscari (entraîneur)

Hommes
- Dylan Alcott
- Jannik Blair
- Justin Eveson
- Michael Hartnett
- Tristan Knowles
- Bill Latham
- Grant Mizens
- Brad Ness
- Shaun Norris
- Tige Simmons
- Brett Stibners
- Nick Taylor
- Ben Ettridge (entraîneur)

## Cyclisme
Femmes
- Carol Cooke
- Alexandra Green
- Felicity Johnson
- Simone Kennedy
- Stephanie Morton (guide)
- Susan Powell

Hommes
- Nigel Barley
- Sean Finning (guide)
- Michael Gallagher
- Bryce Lindores
- Scott McPhee (guide)
- Kieran Modra
- David Nicholas
- Jayme Paris
- Stuart Tripp

## Équitation
Femmes
- Grace Bowman
- Hannah Dodd
- Joann Formosa

Hommes
- Rob Oakley

### Goalball
Femmes
- Jennifer Blow
- Meica Christensen
- Nicole Esdaile
- Rachel Henderson
- Georgina Kenaghan (entraîneur)
- Michelle Rzepecki
- Tyan Taylor

## Haltérophilie
Hommes
- Abebe Fekadu
- Darren Gardiner

## Natation
Femmes
- Kayla Clarke
- Ellie Cole
- Katherine Downie
- Maddison Elliott
- Amanda Fowler
- Jacqueline Freney
- Tanya Huebner
- Kara Leo
- Esther Overton
- Katrina Porter
- Sarah Rose
- Teigan Van Roosmalen
- Prue Watt
- Annabelle Williams

Hommes
- Michael Anderson
- Timothy Antalfy
- Michael Auprince
- Blake Cochrane
- Taylor Corry
- Matthew Cowdrey
- Jay Dohnt
- Richard Eliason
- Daniel Fox
- Matthew Haanappel
- Brenden Hall
- Ahmed Kelly
- Mitchell Kilduff
- Matthew Levy
- Jeremy McClure
- Andrew Pasterfield
- Grant Patterson
- Rick Pendleton
- Aaron Rhind
- Sean Russo
- Reagan Wickens

## Rugby en fauteuil roulant
Hommes
- Ryley Batt
- Chris Bond
- Cameron Carr
- Brad Dubberley (entraîneur)
- Nazim Erdem
- Andrew Harrison
- Josh Hose
- Jason Lees
- Cody Meakin
- Ben Newton
- Ryan Scott
- Greg Smith

## Tennis en fauteuil roulant
Femmes
- Daniela Di Toro
- Janel Manns

Hommes
- Adam Kellerman
- Ben Weekes

## Tir
Femmes
- Libby Kosmala
- Natalie Smith

Hommes
- Ashley Adams
- Luke Cain
- Bradley Mark
- Jason Maroney

## Voile
Femmes
- Liesl Tesch

Hommes
- Matthew Bugg
- Stephen Churm
- Daniel Fitzgibbon
- Jonathan Harris
- Colin Harrison

## Tennis de table
Femmes
- Rebecca McDonnell
- Melissa Tapper